# Forcipiger
Forcipiger is een geslacht van straalvinnige vissen uit de familie van koraalvlinders (Chaetodontidae).
Het geslacht is voor het eerst wetenschappelijk beschreven in 1898 door Jordan & McGregor.

## Soorten
| Afbeelding | Naam en beschrijving |
| ---------- | --- |
|            | Forcipiger flavissimus Jordan & McGregor, 1898 Dit is de meestvoorkomende soort van de drie. Hij is herkenbaar aan de kleuren, de snuit en de ogen. De gele flanken onderscheiden deze soort van Forcipiger wanai. Het deels witte en deels zwarte oog onderscheidt deze soort van Forcipiger longirostris. Daarnaast heeft Forcipiger longirostris een beduidend langere snuit, en 10 rugvinstralen. Forcipiger flavissimus heeft er zo 12. |
|            | Forcipiger longirostris (Broussonet, 1782) Deze soort heeft van de drie soorten de langste snuit. Deze is vaak meer dan twee keer zo lang als de lengte van de kop (van het oog tot het geel op de flanken van de vis). Daarnaast heeft Forcipiger longirostris een volledig zwart gekleurd oog, iets dat we niet terugzien bij de andere twee soorten in dit geslacht. Er is ook een verschil in het aantal rugvinstralen waarbij flavissimus er 12 telt en longirostris maar 10. De soort is van Forcipiger wanai te onderscheiden door de gele flanken. De gestippelde borst onder het oog onderscheidt Forcipiger longirostris ook van zijn twee familieleden. Bij beide andere soorten is de borst volledig egaal wit. |
|            | Forcipiger wanai Allen, Erdmann & Jones Sbrocco, 2012 Deze soort wordt pas sinds 2012 onderscheiden. Het onderscheid is makkelijker dan bij de andere twee soorten in het geslacht. Door de vrij korte snuit en gesplitste oogkleuren sluit de soort uiterlijk het dichtst aan bij Forcipiger flavissimus. Het verschil is zichtbaar in de kleuren van de flanken. Die zijn bij Forcipiger wanai deels grijs tot bruin. Dit is kenmerkend voor deze soort. De flanken van de andere twee soorten zijn volledig geel. |